# 大久保教尚

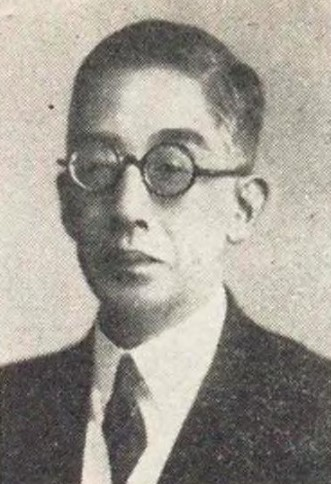
大久保教尚

大久保 教尚（おおくぼ のりたか、1894年（明治27年）6月3日 - 1959年（昭和34年）11月26日）は、大正から昭和期の宮内官、教育者、政治家、華族。貴族院子爵議員。

## 経歴
子爵・大久保教正の長男として生まれる。父の死去に伴い、1900年（明治33年）9月24日、子爵を襲爵した。
1921年（大正10年）東京帝国大学経済学部、1923年（大正12年）同大法学部をそれぞれ卒業し、さらに同大大学院で社会法学を研究した。
1925年（大正14年）宮内省に入省し宮内属に任官。宗秩寮勤務、式部官などを務めて1933年（昭和8年）に退官した。その後、東京商工学校講師、東京農業大学講師、日本西班牙協会理事、東京日本洪牙利協会理事などを務めた。
1942年（昭和17年）2月7日、貴族院子爵議員補欠選挙で当選し、研究会に所属して活動し1947年（昭和22年）5月2日の貴族院廃止まで在任した。

## 栄典
- 1914年（大正3年）6月10日 - 従五位[8]

## 親族
- 妻：敦子（大久保忠一長女）[1]
- 長男：教道[1]
- 教道の義父：大隅菊次郎（早稲田大学理工学部電気工学科教授）
- 孫：大久保教宏（宗教学者。慶應義塾大学法学部教授）